# العشاري في الألعاب الأولمبية الصيفية 2012
أقيم نهائي العشاري رجال في الألعاب الأولمبية الصيفية 2012 يوم 8 أغسطس بالملعب الأولمبي بلندن
الحد الأدنى المؤهل للأولمبيات هو 8200 نقطة بالنسبة للحد (أ)، و 7950 نقطة بالنسبة للحد (ب)

## الرقم القياسي
الرقم القياسي العالمي و الأولمبي للفعالية قبل الألعاب الأولمبية :
| الرقم القياسي العالمي  | 9039 نقطة | أشتون ايتون الولايات المتحدة | 23 يونيو 2012 | يوجين |
| الرقم القياسي الأولمبي | 8893 نقطة | رومان سيبرل جمهورية التشيك   | 24 أغسطس 2004 | أثينا |

## المتوجون بالميداليات
| الذهبية                      | الفضية                     | البرونزية          |
| أشتون ايتون الولايات المتحدة | تري هاردي الولايات المتحدة | ليونيل سواريز كوبا |

## وصلات خارجية
- الفعالية على موقع الألعاب الأولمبية 2012